# کندرتیوک ۳۰۸۴
سیارک ۳۰۸۴ (به انگلیسی: 3084 Kondratyuk، نامگذاری:1977QB1) سه هزار و هشتاد و چهارمین سیارک کشف شده‌است که در ۱۹ اوت ۱۹۷۷ کشف شد.
قدر مطلق سیارک برابر ۱۳٫۲۰ است.